# Une nuit en enfer
Cet article concerne le film de Robert Rodriguez. Pour l'adaptation en jeu vidéo, voir Une nuit en enfer (jeu vidéo). Pour l'adaptation en série télévisée, voir Une nuit en enfer, la série.
Ne doit pas être confondu avec Une journée en enfer.
Pour les articles homonymes, voir From Dusk till Dawn.
Série
Une nuit en enfer 2 : Le Prix du sang
(1999)
Pour plus de détails, voir Fiche technique et Distribution.
Une nuit en enfer, ou La Nuit la plus longue au Québec (en anglais : From Dusk till Dawn), est un film d'horreur fantastique américano-mexicain réalisé par Robert Rodriguez, sorti en 1996. Écrit par Quentin Tarantino, d'après une histoire de Robert Kurtzman, Une nuit en enfer raconte l'histoire de deux frères et braqueurs en cavale, Seth (George Clooney) et Richard Gecko (Quentin Tarantino), qui prennent un pasteur (Harvey Keitel) et ses deux enfants (Juliette Lewis et Ernest Liu) en otage, afin de passer la frontière mexicaine, mais seront confrontés, à leur arrivée, à un bar rempli de vampires.
Tourné en dix semaines, notamment en Californie et au Mexique, le long métrage sort en janvier 1996 aux États-Unis, où il rencontre un accueil critique mitigé et un succès commercial modeste. Il est devenu par la suite un film culte du genre fantastique d'horreur.

## Synopsis
Richard « Richie » Gecko (Quentin Tarantino), après avoir aidé son frère Seth (George Clooney) à s'échapper de prison, entame avec lui une cavale sanglante au cours de laquelle ils braquent une banque et tuent plusieurs personnes, notamment à cause du comportement psychotique de Richard. Cherchant à gagner le Mexique, ils prennent en otage Jacob Fuller (Harvey Keitel), pasteur en pleine crise de foi, et ses deux enfants Kate (Juliette Lewis) et Scott (Ernest Liu). Cachés dans le camping-car de la famille Fuller, ils parviennent à passer la frontière mexicaine et n'ont alors plus qu'à attendre l'arrivée de leur contact Carlos (Cheech Marin) qui leur a fixé rendez-vous dans un bar de routiers dont le nom Titty Twister (Le Tortilleur de Tétons) est souligné par l'inscription From Dusk till Dawn (du crépuscule jusqu'à l'aube) qui a donné le titre original du film.
Le groupe s'installe à une table et boit en attendant le contact mais une altercation entre les frères Gecko et des membres du personnel du bar tourne mal quand Richard se fait transpercer la main. Santanico Pandemonium (Salma Hayek), la danseuse vedette du bar, se transforme alors en vampire et le vide de son sang. Peu après, tout le personnel et les danseuses du bar se révèlent également être des vampires et massacrent quasiment tous les clients. Seuls Seth, la famille Fuller et deux autres clients, Sex Machine (Tom Savini) et Frost (Fred Williamson), échappent au carnage. Ils luttent pendant le reste de la nuit contre les assauts des vampires et en tuent un grand nombre mais c'est d'abord Sex Machine qui est mordu et se transforme. Avant d'être éliminé, il mord à son tour Frost et Jacob. Celui-ci, sentant la transformation arriver, fait promettre à ses enfants de l'éliminer mais, le moment fatidique venu, Scott hésite et se fait mordre. Kate doit alors se résoudre à abattre son frère. Au petit matin, seuls Seth et Kate sont encore vivants mais ils sont encerclés par les vampires lorsque les premiers rayons du soleil brûlent ces derniers.
Après avoir retrouvé son contact, Seth châtie Carlos pour avoir choisi un tel lieu de rencontre et négocie un droit d'entrée moins élevé pour pénétrer à El Rey. Kate demande à Seth si elle peut l’accompagner à El Rey, mais il refuse, apparemment par gentillesse, tout en lui laissant de l’argent. Kate s’enfuit dans le camping-car, laissant derrière elle le Titty Twister, qui se révèle alors être le sommet d’un temple aztèque partiellement enterré. Derrière, s’amoncellent des carcasses de voitures et de camions.

## Fiche technique
Sauf indication contraire, les informations mentionnées dans cette section peuvent être confirmées par la base de données cinématographiques IMDb,  présente dans la section « Liens externes ».
- Titre original : From Dusk till Dawn
- Titre français : Une nuit en enfer
- Titre québécois : La Nuit la plus longue
- Réalisation : Robert Rodriguez
- Scénario : Quentin Tarantino, d'après une histoire de Robert Kurtzman
- Musique : Graeme Revell
- Direction artistique : Mayne Berke
- Décors : Cecilia Montiel et Felipe Fernández del Paso
- Costumes : Graciela Mazón
- Photographie : Guillermo Navarro
- Son : Robert Rodriguez, Tom Gerard, Sergio Reyes
- Montage : Robert Rodriguez
- Production : Gianni Nunnari et Meir Teper

Coproduction : Elizabeth Avellan, Robert Kurtzman, John Esposito et Paul Hellerman
Production déléguée : Lawrence Bender, Robert Rodriguez et Quentin Tarantino
- Sociétés de production[2] : A Band Apart et Miramax, avec la participation de Dimension Films, en association avec Los Hooligans Productions
- Sociétés de distribution[2] : Dimension Films (États-Unis), Alliance Atlantis Communications (Canada), Gaumont Buena Vista International (France)
- Budget : 19 millions de dollars[3]
- Pays d'origine :  États-Unis,  Mexique
- Langues originales : anglais, espagnol
- Format[4] : couleur (Technicolor) - 35 mm - 1,85:1 (Panavision) - son SDDS | Dolby Digital
- Genre : fantastique, horreur, thriller, action, comédie dramatique
- Durée : 108 minutes
- Dates de sortie[5] :
  - États-Unis, Canada : 19 janvier 1996
  - Mexique : 14 juin 1996
  - France : 26 juin 1996
- Classification[6] :
  -  États-Unis : R – Restricted (Les enfants de moins de 17 ans doivent être accompagnés d'un adulte)
  -  Mexique : B-15 (15 ans et plus, légèrement plus intensif que les cotes «A» et «B».)[réf. nécessaire].
  -  France : interdit aux moins de 16 ans[7]

## Distribution
- George Clooney (VF : Richard Darbois ; VQ : Daniel Picard) : Seth Gecko
- Quentin Tarantino (VF : Jean-Philippe Puymartin ; VQ : Pierre Auger) : Richard « Richie » Gecko
- Harvey Keitel (VF : Bernard Tiphaine ; VQ : Hubert Fielden) : Jacob Fuller
- Juliette Lewis (VF : Laurence Crouzet ; VQ : Violette Chauveau) : Kate Fuller
- Ernest Liu (VF : Christophe Lemoine ; VQ : Joël Legendre) : Scott Fuller
- Salma Hayek (VF : Anne Rondeleux) : Santanico Pandemonium
- Cheech Marin (VF : Michel Vigné ; VQ : Hubert Gagnon) : le garde-frontière / Chet Pussy / Carlos
- Danny Trejo (VF : Pascal Renwick ; VQ : Manuel Tadros) : Razor Charlie
- Tom Savini (VF : Gabriel Le Doze) : Sex Machine
- Fred Williamson (VF : Thierry Desroses ; VQ : Jean Galtier) : Frost
- Michael Parks (VF : Jacques Richard ; VQ : Jean-Marie Moncelet) : le Texas Ranger Earl McGraw
- John Hawkes (VF : Patrick Borg ; VQ : Sébastien Dhavernas) : Pete Bottoms, l'employé du Benny's World of Liquor
- Brenda Hillhouse : Gloria Hill, l'otage
- John Saxon (VQ : Hubert Gagnon) : l'agent du FBI Stanley Chase
- Marc Lawrence (VF : Pierre Baton) : le vieux patron du motel
- Kelly Preston (VF : Virginie Ledieu ; VQ : Anne Bédard) : Kelly Houge, la journaliste
- Tito & Tarantula : des musiciens du bar

Source doublage : AlloDoublage (VF) et doublage.qc.ca (VQ)

## Production

### Genèse du projet
Le scénario de Quentin Tarantino est basé sur une histoire de Robert Kurtzman, connu dans le monde des effets spéciaux au cinéma avec des films comme Predator, Tremors et Misery et avec qui il avait déjà travaillé sur Reservoir Dogs (1992). La première version du scénario d'Une nuit en enfer est écrite par Tarantino à l'époque où il travaillait encore à Video Archives. Il suit les grandes lignes de l'histoire de Kurtzman pour toute la partie se déroulant au Titty Twister mais développe entièrement tout ce qui précède et qui tenait en seulement une page dans l'histoire de Kurtzman. Tarantino est payé 1 500 $ pour écrire ce scénario.
Initialement, Tarantino doit réaliser le long-métrage, mais décide de ne pas le mettre en scène afin de se consacrer au scénario et au rôle de Richard Gecko. Renny Harlin et Tony Scott sont intéressés pour diriger le film mais sa réalisation est confiée à Robert Rodriguez, avec qui Tarantino avait collaboré auparavant dans Desperado. Les deux hommes se sont rencontrés au festival international du film de Toronto en 1992 alors qu'ils présentaient tous deux leur premier film (El Mariachi et Reservoir Dogs) et ont immédiatement sympathisé. Tarantino fait lire son scénario à Rodriguez et celui-ci est immédiatement intéressé mais d'autres projets occupent alors les deux hommes. Après le succès de Pulp Fiction, les droits du film sont rachetés par Gianni Nunnari et Meir Teper et Tarantino leur propose d'engager Rodriguez pour la réalisation.

### Attribution des rôles
Le rôle de Seth Gecko est offert à Tim Roth, John Travolta, Michael Madsen, Steve Buscemi et Christopher Walken, mais tous doivent refuser en raison de conflits d'emploi du temps. Le rôle est finalement confié à George Clooney, dont c'est le premier rôle important au cinéma depuis son succès télévisé avec Urgences. Tarantino propose aussi à Tim Roth et Steve Buscemi de jouer le petit rôle de Pete Bottoms mais ils déclinent l'offre. De même pour William Sadler, qui était pressenti pour incarner l'agent du FBI Stanley Chase, rôle qui échoit à John Saxon, que Rodriguez et Tarantino rencontrent par hasard lors d'une convention. Salma Hayek hésite longuement avant d'accepter le rôle de Satanico Pandemonium car elle a une peur panique des serpents. Elle suit une thérapie de deux mois avant le tournage pour s'en débarrasser. Le nom de son personnage est inspiré du film mexicain d'épouvante Satánico pandemonium (1975) de Gilberto Martínez Solares.

### Tournage
Le tournage du film a lieu du 13 juin au 20 août 1995 dans l'État de Washington, au Texas et en Californie. Le tournage se déroule également au Mexique. Les scènes du motel où la famille Fuller est prise en otage sont tournées en premier. L'équipe passe ensuite cinq semaines à tourner les scènes du Titty Twister. Le tournage se termine avec la scène d'ouverture dans le magasin de spiritueux. La scène du passage de la frontière mexicaine est la plus chaotique à tourner car, en raison de conflits d'emploi du temps, les acteurs impliqués dedans doivent tourner leurs séquences à différentes périodes. Un making-of du film, réalisé par Sarah Kelly, est sorti en 1997 sous le titre Full Tilt Boogie.

### Bande originale
Bandes originales par Quentin Tarantino
Groom Service
(1995) Jackie Brown
(1997)
Bandes originales par Robert Rodriguez
Desperado
(1995) The Faculty
(1998)
Un grand nombre de morceaux de la bande originale sont de style Texas blues (ZZ Top, Stevie Ray Vaughan, Jimmie Vaughan). Le groupe de rock mexicain Tito and Tarantula apparaît dans le film dans les rôles des musiciens du Titty Twister. La BO contient également des extraits de dialogues tirés du films.
Liste des titres
1. Everybody Be Cool (George Clooney) (dialogue)
2. Dark Night (The Blasters)
3. Mexican Blackbird (ZZ Top)
4. Texas Funeral (Jon Wayne)
5. Foolish Heart (The Mavericks)
6. Would You Do Me a Favor? (Juliette Lewis/Quentin Tarantino) (dialogue)
7. Dengue Woman Blues (Jimmie Vaughan)
8. Torquay (The Leftovers)
9. She's Just Killing Me (ZZ Top)
10. Chet's Speech (Cheech Marin) (dialogue)
11. Angry Cockroaches (Tito and Tarantula)
12. Mary Had a Little Lamb (Stevie Ray Vaughan & Double Trouble)
13. After Dark (Tito and Tarantula)
14. Willie the Wimp, and his Cadillac Coffin’ (Stevie Ray Vaughan & Double Trouble)
15. Kill the Band (Tom Savini) (dialogue)
16. Mexican Standoff (Graeme Revell)
17. Sex Machine Attacks (Graeme Revell)
Morceau caché
18. Untitled (Cheech Marin) (dialogue)

## Accueil

### Critique
Le site internet Rotten Tomatoes lui attribue un pourcentage de 64 % de critiques positives, avec un score moyen de 6⁄10 et sur la base de 44 critiques collectées. Sur Metacritic, le film obtient un score de 52/100 sur la base de 14 critiques collectées. En France, le site Allociné, lui attribue la moyenne 3,8/5 pour 13 280 notes de spectateurs dont 771 critiques et 2/5 pour 5 critiques de presse.

### Box-office
Une nuit en enfer rencontre un succès commercial modeste. Aux États-Unis, il prend la première place du box-office le week-end de sa sortie avec 10 240 805 $ de recettes, pour une moyenne de 5 110 $ sur les 2 004 salles le distribuant. Resté durant quatre week-ends dans le top 20 hebdomadaire, Une nuit en enfer finit son exploitation avec 25 836 616 $ de recettes, soit 5 845 000 entrées. Les recettes internationales — excepté les États-Unis — atteignent les 33,5 millions de dollars, permettant à Une nuit en enfer d'atteindre le triple de son budget grâce aux recettes mondiales (comprenant les États-Unis et les pays étrangers), en récoltant 59,3 millions de dollars de recettes.
En France, le film fait un bon démarrage au box-office en s'installant à la deuxième marche du podium dès sa première semaine avec 368 172 entrées. Il atteint le demi-million d'entrées la semaine suivante pour finir son exploitation avec 677 411 entrées. Dans les autres pays européens, le film réalise notamment plus d'un million d'entrées en Espagne (1 014 593), 760 776 au Royaume-Uni, 736 297 en Allemagne, 403 498 en Italie, 122 325 en Belgique et 50 049 en Suisse.

## Distinctions
Entre 1996 et 2004, Une nuit en enfer a été sélectionné 20 fois dans diverses catégories et a remporté 7 récompenses.

### Récompenses
- Academy of Science Fiction, Fantasy and Horror Films - Saturn Awards 1996 :
  - Saturn Award du meilleur film d'horreur,
  - Saturn Award du meilleur acteur décerné à George Clooney.
- Festival du film fantastique d'Amsterdam 1996 : Silver Scream Award décerné à Robert Rodriguez.
- MTV Movie Award 1996 : MTV Movie Award de la meilleure performance exceptionnelle décerné à George Clooney.
- Fangoria Chainsaw Awards 1997 :
  - Chainsaw Award du meilleur acteur décerné à George Clooney,
  - Chainsaw Award du meilleur maquillage décerné à FX KNB EFX Group
- Texas Film Awards 2014 : Star of Texas Award décerné à Robert Rodriguez, Greg Nicotero, Tom Savini, Danny Trejo et Fred Williamson.

### Nominations
- Academy of Science Fiction, Fantasy and Horror Films - Saturn Awards 1996 :
  - Meilleur réalisateur pour Robert Rodriguez,
  - Meilleur scénario pour Quentin Tarantino,
  - Meilleur acteur dans un second rôle pour Harvey Keitel,
  - Meilleur acteur dans un second rôle pour Quentin Tarantino,
  - Meilleure actrice dans un second rôle pour Juliette Lewis,
  - Meilleur maquillage.
- The Stinkers Bad Movie Awards 1996 : pire acteur dans un second rôle pour Quentin Tarantino.
- Fangoria Chainsaw Awards 1997 :
  - Meilleur film à large diffusion,
  - Meilleur scénario pour Quentin Tarantino,
  - Meilleur acteur dans un second rôle pour Tom Savini,
  - Meilleur compositeur pour Graeme Revell.
- International Horror Guild Awards 1997 : meilleur film.
- Razzie Awards 1997 : pire second rôle masculin pour Quentin Tarantino.